# بوفل باراكو
نادي النادي الرياضي لكرة القدم بوفل باراكو، غالبًا ما يُعرَف باسم بوفل باراكو، أو ما يمكن ترجمته "ثيران باراكو"، هو نادي كرة قدم بينيني مقره مقره باراكو تأسس في عام 1976 يلعب حاليا في دوري بنين الممتاز.

## البطولات

### دوري بينين الممتاز
سبق للفريق الفوز بلقب الدوري الممتاز خمسة مرات سنوات 1980, 1992, 2014, 2017, 2019.

### كأس البنين
1979, 1982, 2001

### الكأس الممتازة
2014

## مشاركات أفريقية

### رابطة ابطال افريقيا
1993, 2015, 2018, 2020

### كأس الكؤوس الأفريقية
1983